# Coelioxys giacomellii
Coelioxys giacomellii är en biart som beskrevs av Holmberg 1916. Coelioxys giacomellii ingår i släktet kägelbin, och familjen buksamlarbin. Inga underarter finns listade i Catalogue of Life.